# Каменка (город, Украина)
Ка́менка (укр. Кам'янка) — город в Черкасской области Украины. Входит в Черкасский район; до 2020 года был административным центром упразднённого Каменского района. Одноимённая железнодорожная станция (1876).

## История
Поселение возникло в начале XVII века.
Впервые слободка Каменка упоминается в документе в связи со следующими обстоятельствами: 27 марта 1649 года Каменка отошла к гетману Богдану Хмельницкому за бегством её предыдущего владельца Житкевича, пять лет спустя это было подтверждено указом царя Алексея Михайловича. После Андрусовского перемирия Каменка была возвращена Житкевичам, с 1730 принадлежала Любомирским. В это время она была центром Каменского ключа Смелянского староства, с 1756 получила статус местечка и была окружена деревянной стеною с башнями и рвом. В 1787 году продана русскому генерал-фельдмаршалу Г. А. Потемкину-Таврическому, а затем перешла к его племяннице Екатерине Давыдовой, при которой произошло обустройство поместья.
С 1797 года — в составе Чигиринского уезда Киевской губернии.
От Екатерины Давыдовой Каменка перешла к её младшему сыну полковнику Василию Львовичу Давыдову, который здесь построил себе имение. У Давыдова часто гостили герои Отечественной войны 1812 года Н. Н. Раевский и А. П. Ермолов, поэт-партизан Денис Давыдов, а в 1820-е годы он отдал свою каменскую усадьбу в полное распоряжение декабристского тайного общества, декабристы создали «Каменскую управу» Южного общества декабристов (С. Г. Волконский, М. Ф. Орлов, И. Д. Якушкин и др.).
В 1820-х годах здесь неоднократно останавливался А. С. Пушкин (во время южной ссылки он написал в Каменке несколько известных стихотворений, закончил поэму «Кавказский пленник»; город упоминается в 10-й главе «Евгения Онегина»).
С 1863 года Каменку регулярно посещал П. И. Чайковский (который работал здесь над фортепианным циклом «Времена года», Вторым фортепианным концертом, операми «Евгений Онегин», «Черевички», «Мазепа» и «Орлеанская дева», балетом «Лебединое озеро». Здесь был написан «Детский альбом»).
В 1893 году Каменка являлась местечком, в котором насчитывалось 333 двора и 2720 жителей, действовали свеклосахарный завод, 2 православные церкви, еврейская синагога и молитвенный дом.
В 1890-е годы в Каменке были открыты промышленные предприятия, благодаря чему её облик кардинально изменился. В 1902 году здесь насчитывалось 939 домов и 8473 жителя, действовали сахарный завод, предприятие по изготовлению кирпичей, почтовое отделение, народная школа, две церковные школы, 2 православные церкви и несколько ветряных мельниц.
В январе 1918 года здесь была установлена советская власть.
В 1930 году здесь началось издание районной газеты.
В ходе Великой Отечественной войны 5 августа 1941 года Каменка была оккупирована наступавшими немецкими войсками, 10 января 1944 года — освобождена частями 5-й гвардейской танковой армии РККА.
В 1944 году село Каменка-Шевченковская переименовано в Каменку.
В 1952 году пгт Каменка являлся центром Каменского района Кировоградской области, здесь действовали завод приборостроения, сахарный завод, спиртзавод, маслодельный завод, две средние школы, две семилетние школы, Дом культуры, кинотеатр, литературный музей А. С. Пушкина и музей им. П. И. Чайковского.
7 января 1954 года Каменка стала райцентром Черкасской области, в 1956 году — городом районного значения.
В 1972 году численность населения составляла 14,6 тыс. человек, здесь действовали машиностроительный, сахарный, спиртовой и маслодельный заводы, завод стройматериалов, а также литературно-мемориальный музей.
В 1975 году в честь города был назван астероид 5385 Каменка главного пояса астероидов.
В 1980 году здесь действовали машиностроительный завод, завод стройматериалов, спиртзавод, сахарный комбинат, межколхозная строительная организация, райсельхозтехника, комбинат бытового обслуживания, лесхоззаг, шесть общеобразовательных школ, музыкальная школа, две больницы, три дома культуры, два клуба, шесть библиотек и литературно-мемориальный музей А. С. Пушкина и П. И. Чайковского.
В мае 1995 года Кабинет министров Украины утвердил решение о приватизации находившихся в городе машиностроительного завода и райсельхозтехники.

## Население
В январе 1989 года численность населения составляла 16 876 человек.
На 1 января 2013 года численность населения составляла 12 652 человека.

### Языковой состав
Родной язык населения по данным переписи 2001 года:
| Язык       | Численность, чел. | Доля     |
| ---------- | ----------------- | -------- |
| Украинский | 14 408            | 95,78 %  |
| Русский    | 595               | 3,96 %   |
| Другие     | 40                | 0,26 %   |
| Итого      | 15 043            | 100,00 % |

## Транспорт
- железнодорожная станция[9][10] Каменка на линии Черкассы — Знаменка[5] Одесской железной дороги

## Достопримечательности
- усадьба Давыдовых — памятник архитектуры[2]

Сегодня главной достопримечательностью города является Государственный историко-культурный заповедник, объединивший несколько постоянно действующих музейных экспозиций, мемориальный дом-усадьбу, другие исторические постройки, архитектурные памятники, скульптуры, парк XVIII века, а также архивные и библиотечные фонды. Заповедник сохраняет и развивает культурную жизнь в Каменке, выступая инициатором проведения пушкинских праздников поэзии, детского открытого музыкального конкурса памяти Чайковского.

## Фотографии

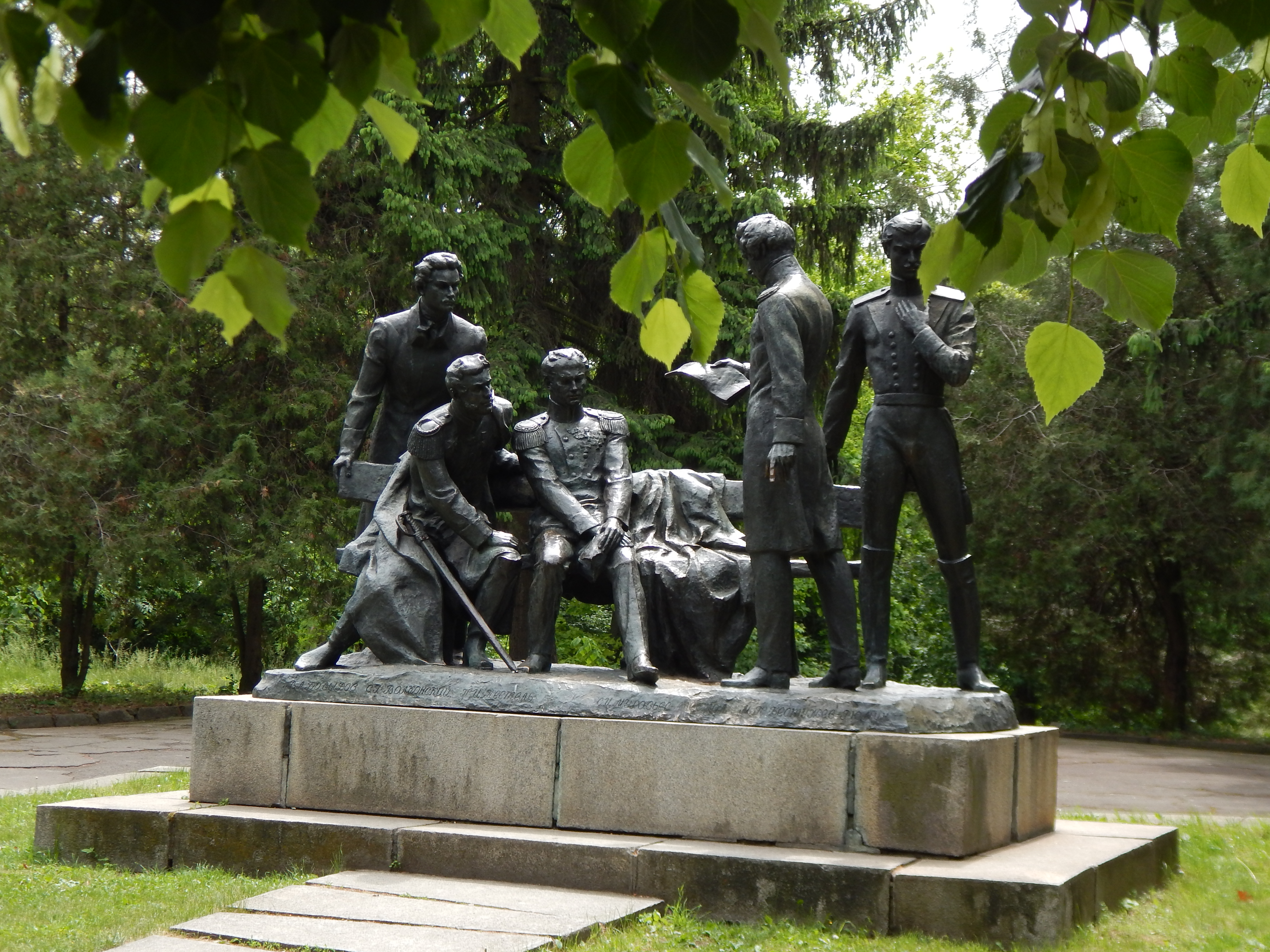
Памятник декабристам в одноимённом парке
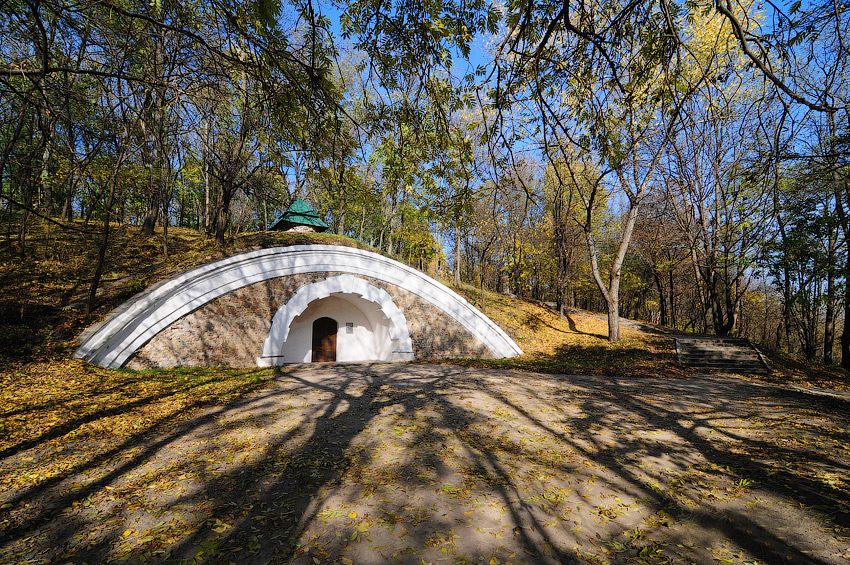
Грот Декабристов в одноимённом парке
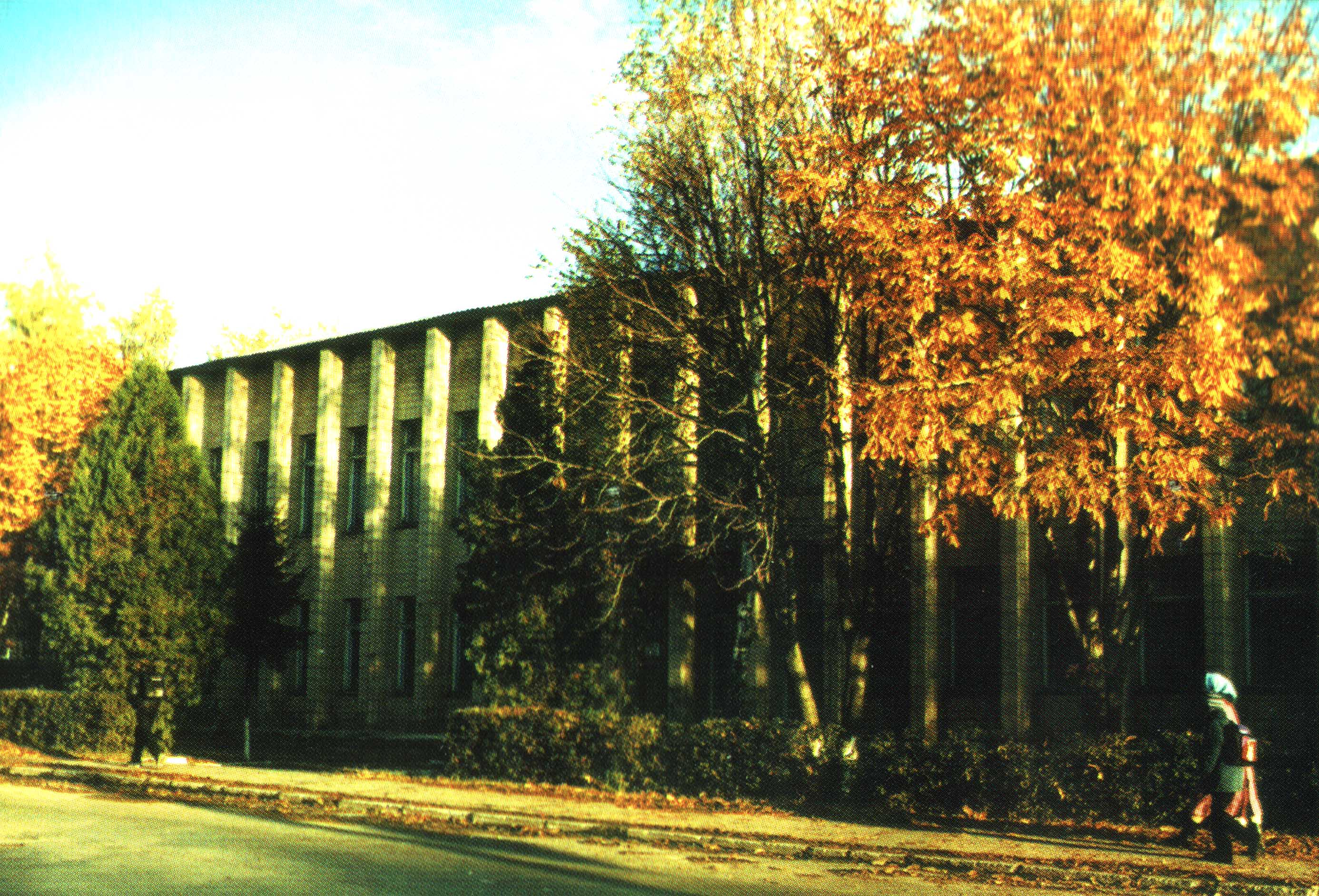
Центральная библиотека
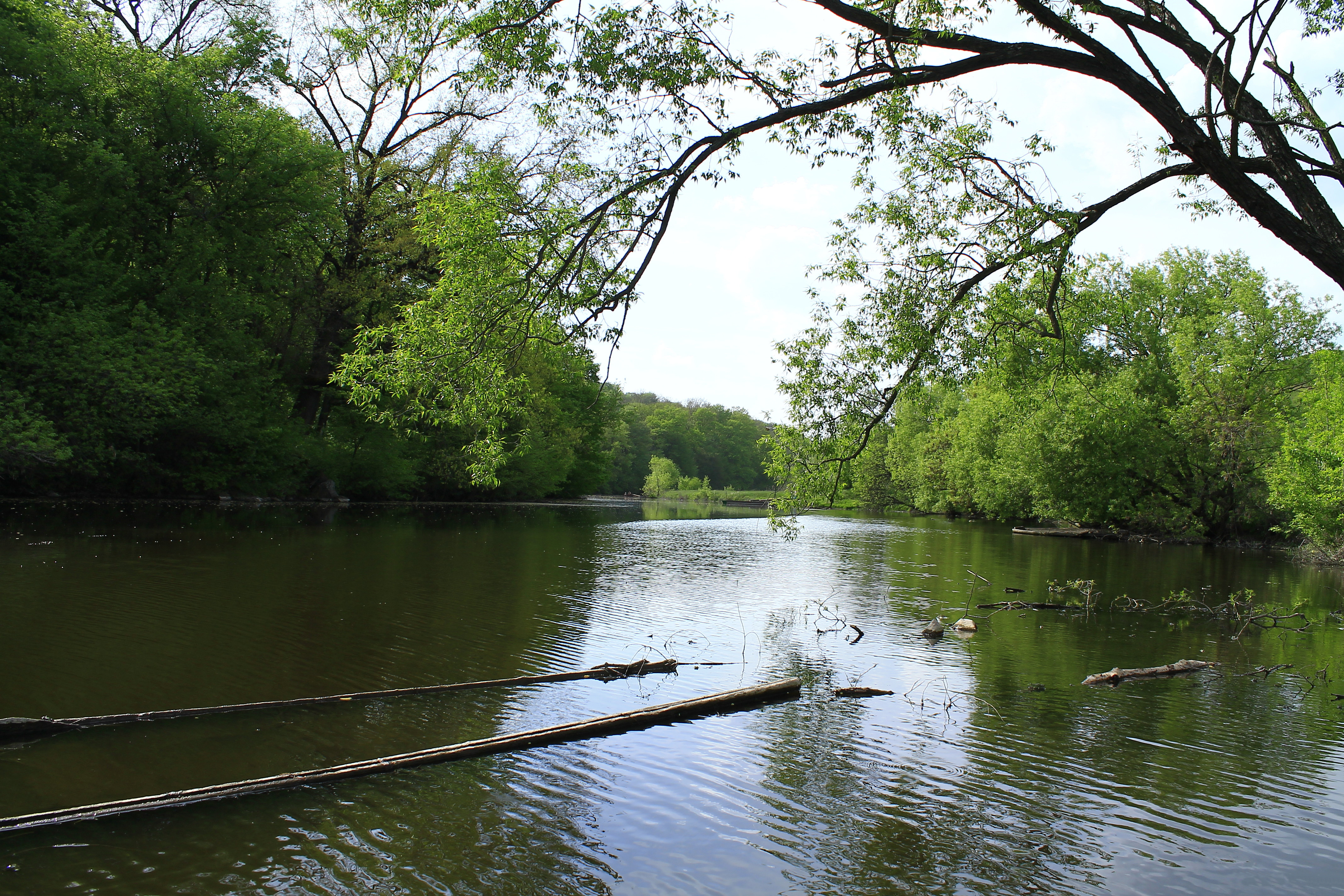
Река Тясмин
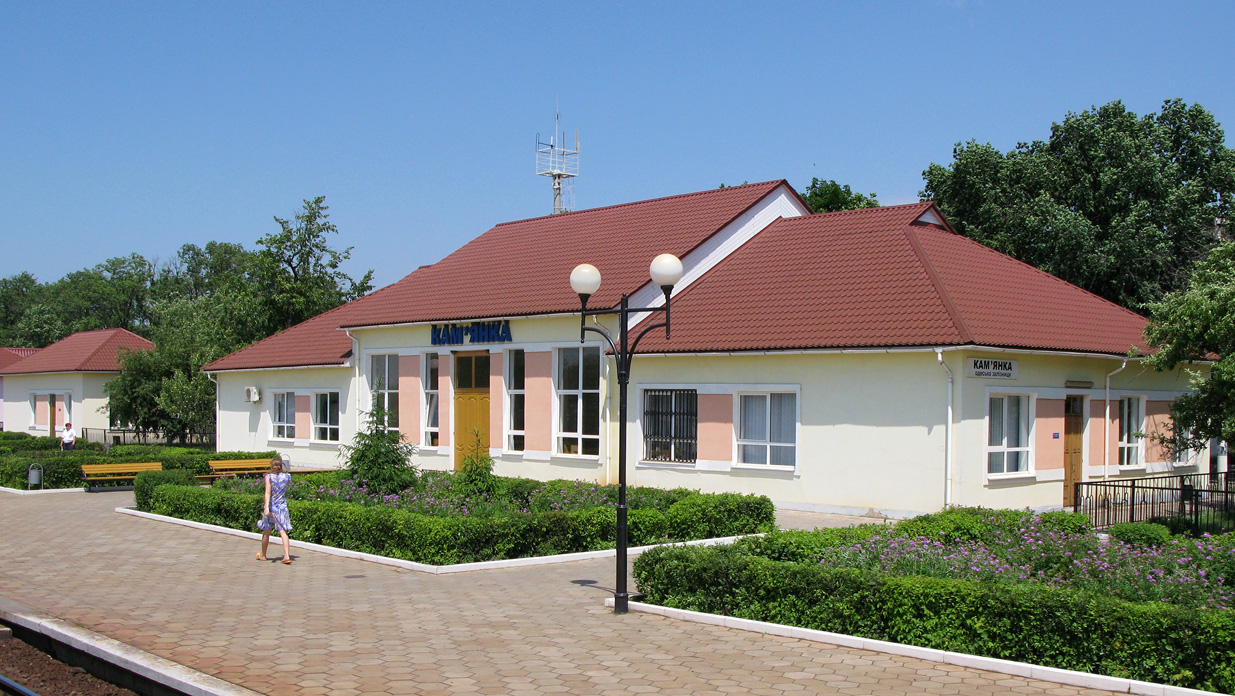
Железнодорожная станция
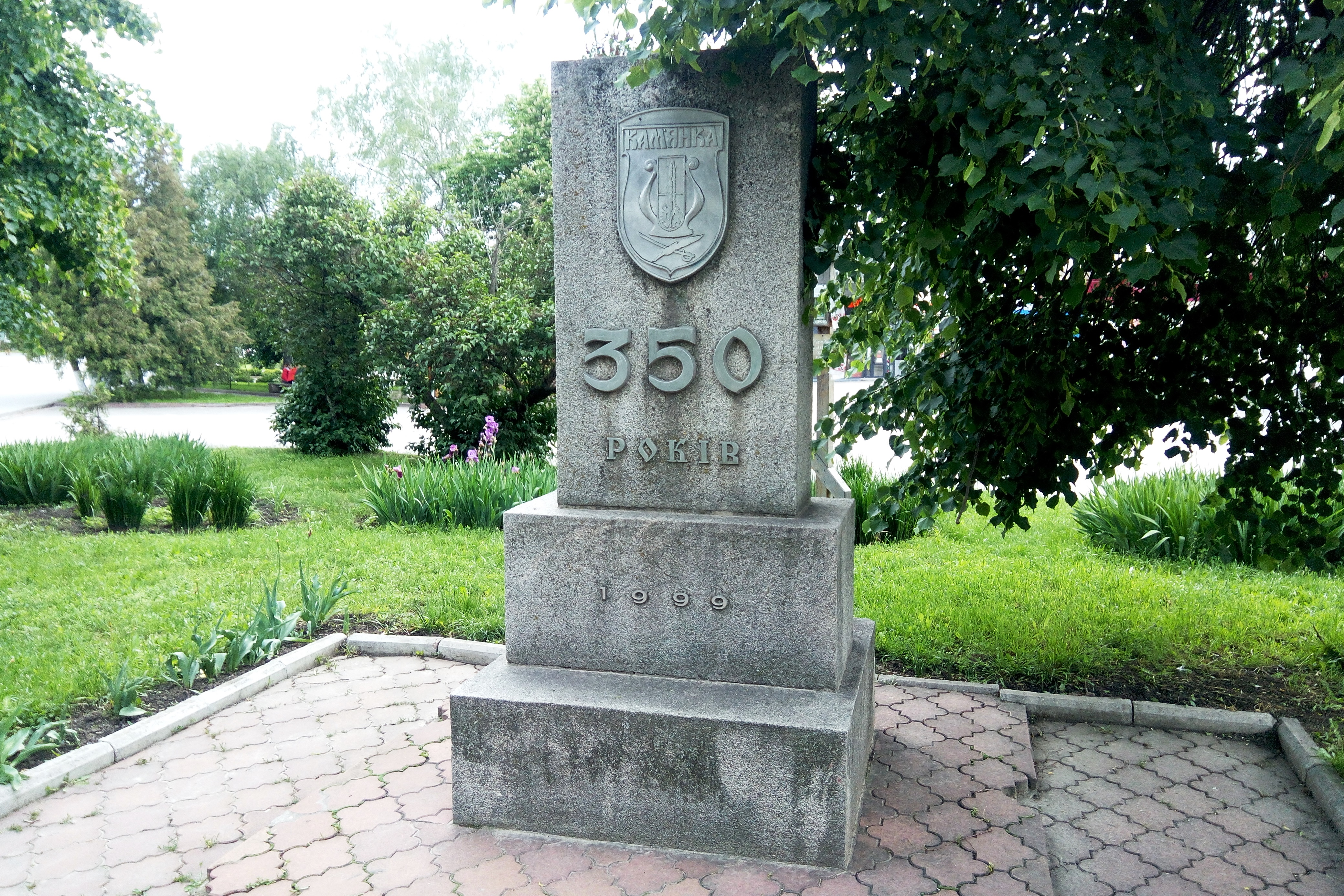
Памятный знак «350 лет Каменке»
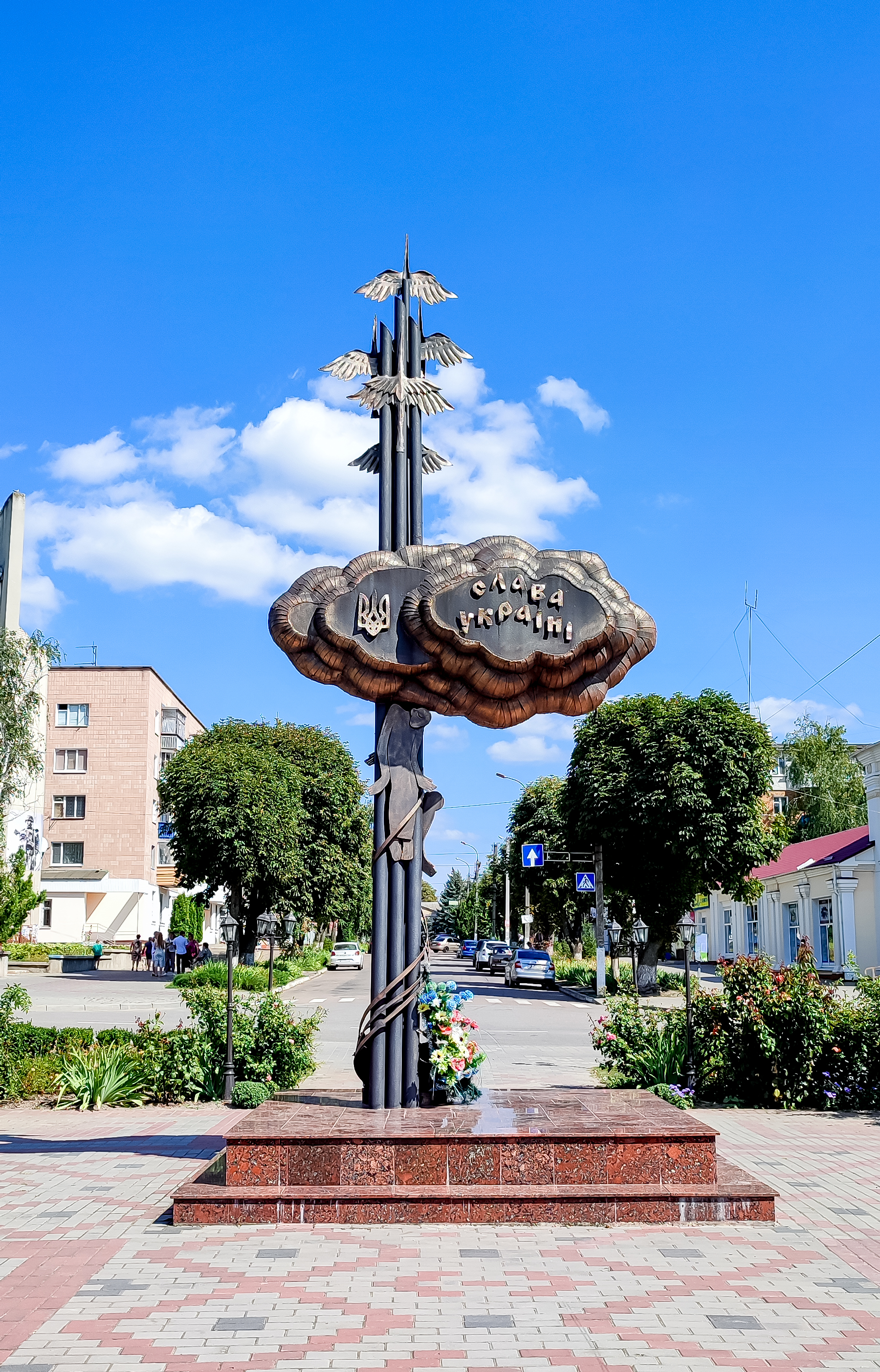
Памятник героям Небесной сотни
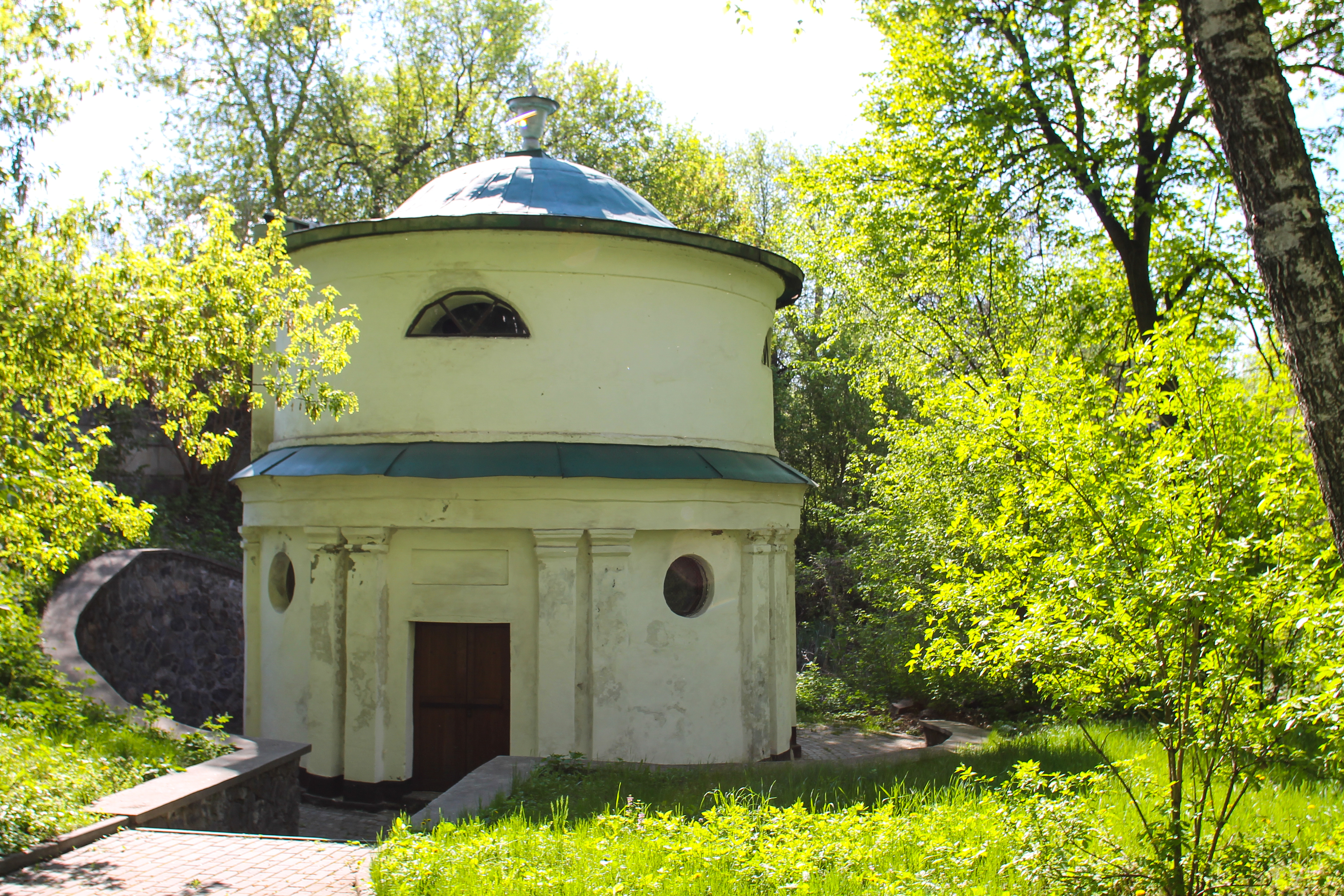
«Мельничка декабристов»
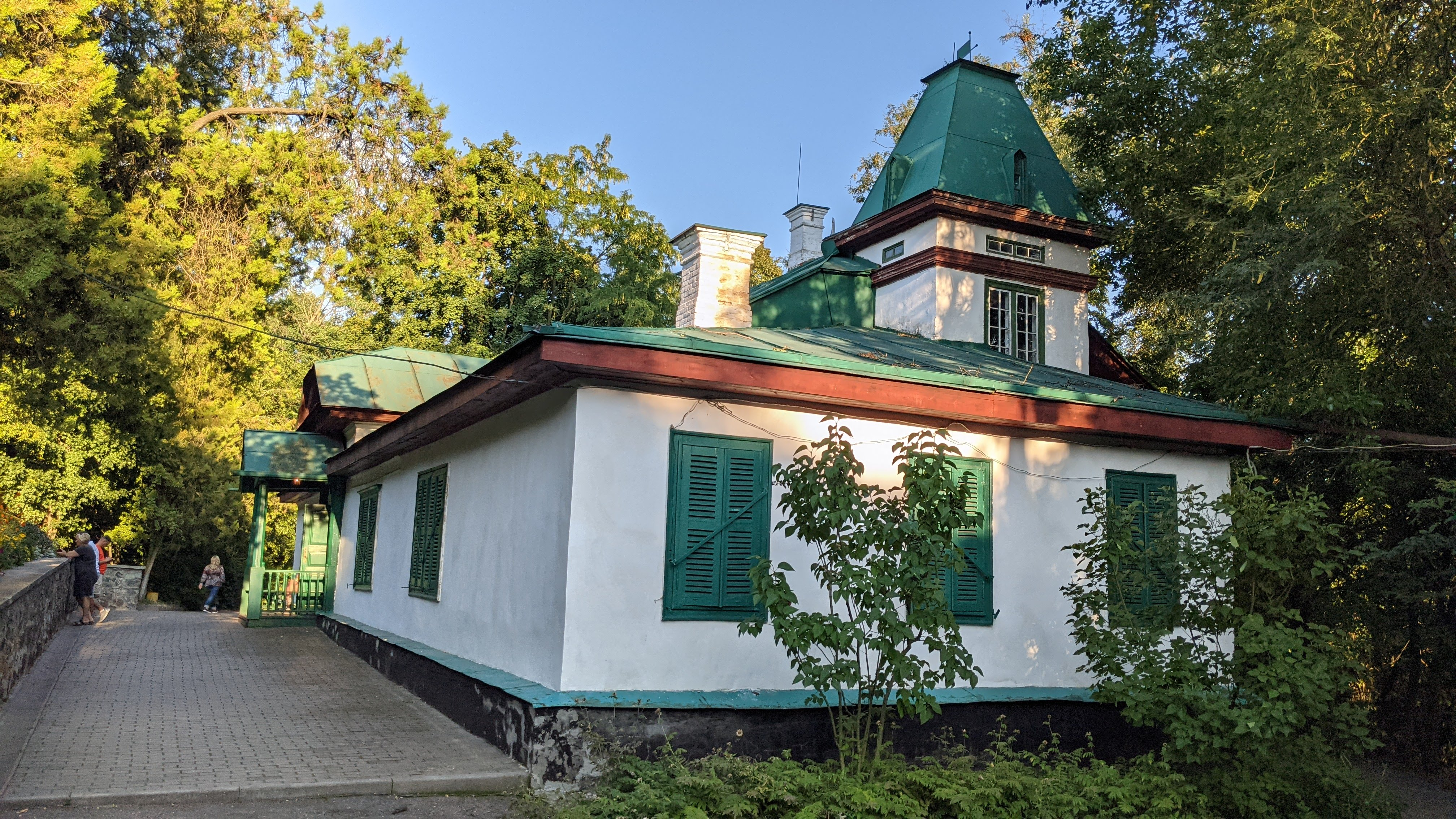
Музей «Зелёный домик»
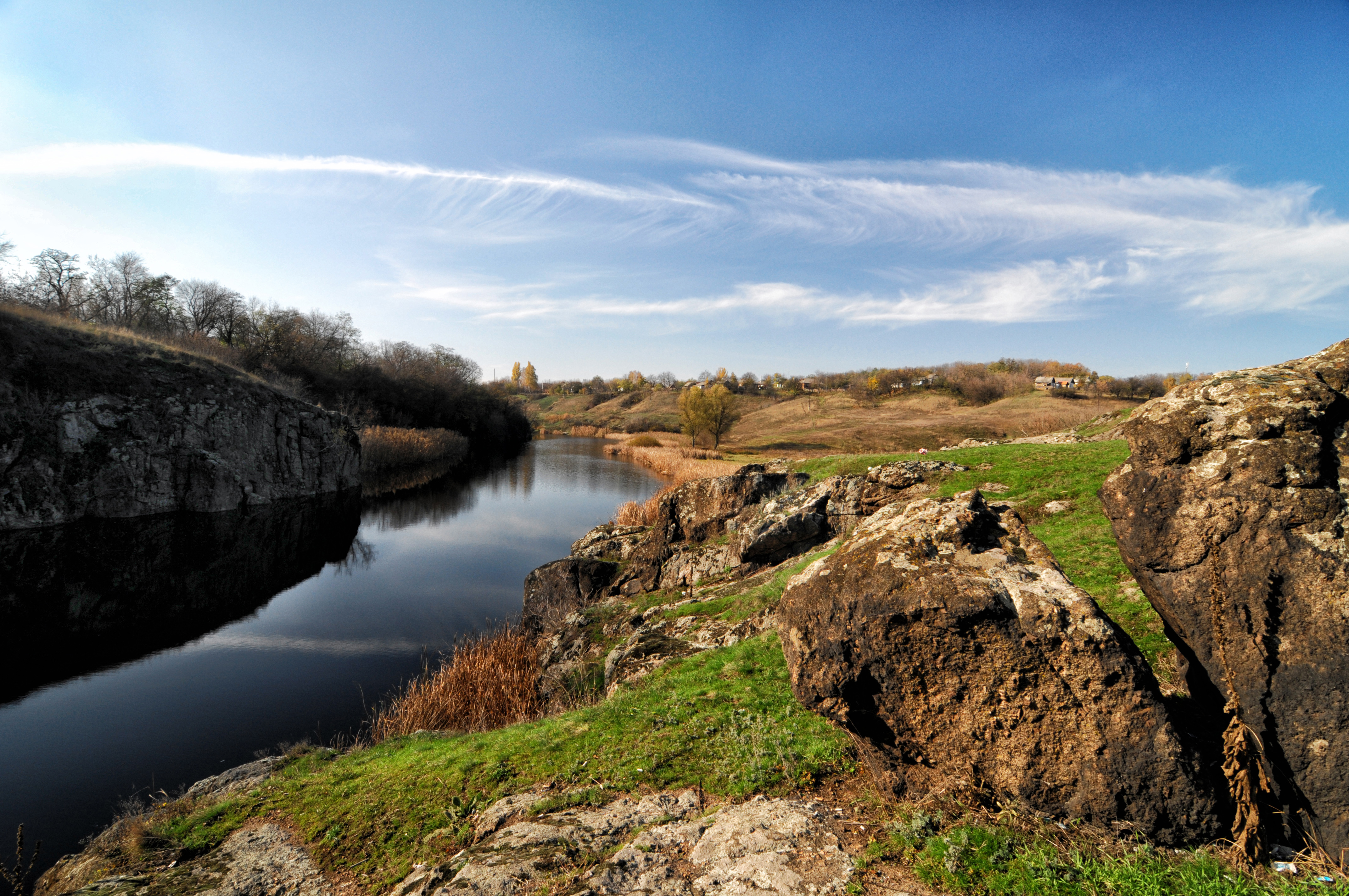
Тясминский каньон